# Pirnatova vila
Pirnatova vila, tudi vila pod cerkvijo, je visokopritlična hiša, ki stoji na zahodnem pobočju osamelca Homški hrib v Homcu pri Domžalah, pod tamkajšnjo cerkvijo Marijinega rojstva.
Gre za eno zadnjih del slovenskega arhitekta Jožeta Plečnika, ki je naredil načrte po naročilu prijatelja, pasarja Alojza Pirnata. Na njenem mestu je prej stal društven dom Katoliškega slovenskega izobraževalnega društva iz Šmarce, ki je bil prizorišče raznih kulturnih dogodkov v prvi polovici 20. stoletja, med drugo svetovno vojno pa so ga požgali partizani. Zemljišče z ruševino je po vojni odkupil Pirnat in prosil Plečnika, s katerim sta pogosto sodelovala, za načrte.
Plečnik je uporabil klet starega objekta, na katero je umestil polovico manjšo hišo v svojem slogu, z vogalnimi stebri in dinamično razporeditvijo oken. Betonski strešniki so bili izvorno namenjeni križevniškemu samostanu v Ljubljani. Gradnja je potekala počasi, od končanja načrtov leta 1947 do Plečnikove smrti leta 1957 še ni bila povsem končana, zato je dokončanje prevzel Plečnikov sodelavec Anton Bitenc. Ta je dodal nekaj elementov – dva portala, balkon in prizidek z garažo, vseeno pa je ostal slog značilno Plečnikov. Ta je oblikoval tudi vinsko klet, medtem ko je preostanek interierja skoraj v celoti Bitenčevo delo.
Po končanju je Pirnat uporabljal vilo kot počitniško hišo, vse do svoje smrti leta 2002. Po tistem je več let samevala in propadala, nakar so jo njegovi dediči prodali. Objekt je še vedno v zasebni lasti.